# Graphisurus fasciatus
Graphisurus fasciatus là một loài bọ cánh cứng trong họ Cerambycidae.